# 过氧焦碳酸二丙酯
过氧焦碳酸二丙酯是一种化学式为C8H14O6的有机过氧二酸酯，能用于聚合反应引发剂，容易爆炸性分解。